# Famille d'Ardaine
Pour les articles homonymes, voir d'Ardaine.
Cette page explique l’histoire ou répertorie les différents membres de la famille d'Ardaine ou d'Ardenne.
La famille d'Ardaine est une famille bretonne qui a fourni l'un des champions du Combat des Trente. Éteinte à la réformation de 1668, elle doit son nom à la châtellenie du même nom à Saint-Georges-de-Reintembault.

## Famille
Les seigneurs d’Ardaine, sergents féodés héréditaires de la baronnie de Fougères, se fondirent au commencement du XVe siècle dans la maison de Romilley, en faveur de laquelle Ardaine fut érigé en marquisat, l’an 1644, et a été transmis par alliance aux Roncherolles de Normandie, l’an 1728, puis aux Boisbaudry, La Motte, La Forest d'Armaillé et Palys.

## Généalogie
- Juhel d'Ardenne, témoin d'une charte d'Henri de Fougères pour Savigné en 1130[3]. Cité en 1163 avec ses fils dans une charte de Raoul de Fougères pour Rillé[4].
  - Robert d'Ardenne
  - Olivier d'Ardenne
  - Jacques d'Ardenne
- Guillaume d'Ardenne, figure comme Ecuyer en 1383 dans une montre de Alain de Dinan[5].
- François-Daniel d'Ardenne, créancier de Nantes en 1692[6].

## Blason
| Blason | Nom de la famille et blasonnement                                                            | Devise |
| ------ | -------------------------------------------------------------------------------------------- | ------ |
|        | Famille d'Ardaine, D'argent, semé d'ancolies d'azur, à la bande chargée de feuilles de houx. |        |